# Ignasi Girona
Ignasi Girona i Vilanova (Barcelona, 1857 - 1923) fue un ingeniero agrónomo y político de Cataluña, España, hijo de Ignacio Girona y Agrafel, nieto de Ignacio Girona y Targa y hermano de Juan Girona y Vilanova. Se casó en primeras nupcias con Concepción Ferrer-Vidal y Soler, hija de José Ferrer y Vidal, de Villanueva y Geltrú y en segundas nupcias con Ana Jover y Peix, hija del banquero José Jover y Sans (†1888). No tuvo hijos.
Estudió ciencias exactas e ingeniería industrial en Barcelona y agronomía en el Lycée Nationale Agrnomique de France en París. Fue impulsor de la industrialización del campo catalán y propietario de la finca y de las bodegas Castillo del Remei, junto con su hermano Juan. 
En 1882 ingresó en el Instituto Agrícola Catalán de San Isidro, del cual fue presidente entre 1902 y 1906. Desde la presidencia sostuvo intensas campañas dirigidas al aprovisionamiento de artículos alimenticios, régimen de mataderos, aprovisionamiento de ganados, creación de mercados centrales de frutas, hortalizas y ganados. Instó al Gobierno la promulgación de la trascendental Ley de Sindicatos Agrícolas. Organizó en Barcelona los primeros concursos hípicos. Asistió a todos los congresos agrícolas nacionales e internacionales en los que participó el Instituto. En su calidad de presidente, promovió la fundación de la Caja de Pensiones para la Vejez y de Ahorros de Cataluña y Baleares. Fue presidente de "La Carbonífera del Ebro, S.A., que fue la mayor empresa minera de la cuenca lignitífera de Mequinenza.
En 1905 fue nombrado delegado de España en la fundación del Instituto Internacional de Agricultura de Roma, participando en años sucesivos en sus congresos y asambleas. Formó parte de patronato fundador de la Escuela Superior de Agricultura de Barcelona. En 1907 fue elegido presidente de la Federación Agrícola Catalano-Balear. Fue delegado social de Agricultura en Cataluña, presidente del Fomento de la Sericultura Española, vocal del Consejo Superior de Fomento y de la Comisión Protectora de la Producción Nacional. Delegado del Instituto de Depósito Comercial y de la Junta de Obras del Puerto, etc. En 1918 fue comisario regio del Pósito, presentando un proyecto de crédito agrícola, que no llegó a cristalizar. 
Instaló en sus fincas del Castell del Remey y Sant Jordi de Mollé las primeras escuelas profesionales domésticas de Cataluña. Desarrolló las bodegas del Castell del Remey haciendo unos vinos de excelente calidad, introduciendo en España, por primera vez, las cepas cabernet sauvignon, para los vinos tintos, y semilion, para los vinos blancos, originarias de Burdeos, para lo que se trajo varias familias de esa zona para que formasen al personal de la finca, tanto en el cultivo como en la elaboración de los vinos.
Inició la cátedra ambulante «Pere Grau» que fue sostenida por el conde de Lavern. De 1915 a 1923, en que murió, fue nuevamente presidente del Instituto Agrícola, etapa en la que proyectó la creación de un banco agrario catalán y una red de ferrocarriles secundarios en Cataluña. 
Fue militante activo en la Lliga Regionalista, partido con el que fue elegido diputado al Congreso por el distrito electoral de Granollers en las elecciones generales de 1905. En las elecciones de 1907, obtuvo el escaño al Congreso dentro de las listas de Solidaridad Catalana y en 1909 fue senador por la provincia de Lérida.
Como toda la familia Girona, tenía afición a colocar sus lemas personales en sus inmuebles. En la finca de Sant Jordi de Mollé hay una especie de escudo de cerámica con San Jorge matando al dragón, patrón de Cataluña, con su lema personal: Cogit et age («Piensa y haz»).